# The music that died alone
The music that died alone is het debuutalbum van de Britse band The Tangent.

## Inleiding
In de opzet was dit album bedoeld als eerste soloalbum van Andy Tillison, die probeerde los te komen van Parallel or 90 Degrees (P90). Als gastmuzikant werd Roine Stolt uit The Flower Kings (TFK) aangetrokken. Gaandeweg ontstond een groepsgevoel en er moest dus een nieuwe naam bedacht worden. Het werd in het verlengde van evenwijdig (parallel), rechte hoek (90 graden) dus tangent in de betekenis van raaklijn. Diezelfde opzet kon niet voorkomen dat ook twee andere leden van P90 meekwamen naar The tangent: Guy Manning en Sam Baine. Of alle leden elkaar tijdens de opnamen hebben gezien valt te betwijfelen, Tillison was toen al digitaal zo bezig dat hij bestanden heen en weer liet sturen. Als opnamestudio’s worden dan ook vier studio’s genoemd, twee in Engeland (MBL Heron Garth in Wharfedale en Burnside in Leeds) en twee in Zweden (Reingold in Malmö en Cosmic Lodge in Uppsala). Een gevolg van de personele bezetting. Aangezien alle heren fan zijn van een mengeling van Canterbury-scene (met name Caravan, Hatfield & The North), progressieve rock en de moderne(re) variant neoprog vallen alle stukken in de genres, ook de meerdelige opzet van drie van de vier nummers wijst daarop. 
Om de terugblik te benadrukken werd het album opgehangen aan een regel uit The revealing science of God van Tales from Topographic Oceans van Yes, geschreven door Jon Anderson:
What happened to the song we once knew so well.

## Musici
- Andy Tillison – toetsinstrumenten, zang (P90)
- Roine Stolt – elektrische gitaren, zang (TFK)
- David Jackson – saxofoons, dwarsfluit (Van der Graaf Generator)
- Saim Baine – piano (P90)
- Zoltan Csörsz – drumstel (TFK)
- Jonas Reingold – basgitaar (TFK)
- Guy Manning – akoestische gitaar, mandoline, zang (P90)

## Muziek
| Nr. | Titel                                                                     | Duur |
| --- | ------------------------------------------------------------------------- | ---- |
| 1.  | In darkest dreams: Prelude-time for you (Tangent)                         | 2:28 |
| 2.  | In darkest dreams: Night terrors (Tangent)                                | 3:28 |
| 3.  | In darkest dreams: The midnight watershed (Tangent)                       | 3:05 |
| 4.  | In darkest dreams: In dark dreams (Tangent)                               | 4:04 |
| 5.  | In darkest dreams: The half-light watershed (Tangent)                     | 1:18 |
| 6.  | In darkest dreams: On returning (Tangent)                                 | 0:50 |
| 7.  | In darkest dreams: A sax in the dark (Tangent)                            | 1:15 |
| 8.  | In darkest dreams: Night terrors reprise (Tangent)                        | 3:39 |
| 9.  | The Canterbury sequence: Cantermemorabilia (Tangent)                      | 3:21 |
| 10. | The Canterbury sequence: Chaoas at the greasy room (Hatfield & The North) | 3:03 |
| 11. | The Canterbury sequence: Captain’s Manning mandolin (Tangent)             | 1:41 |
| 12. | Up-hill from here (Tangent)                                               | 7:11 |
| 13. | The music that died alone: A serenade (Tangent)                           | 1:38 |
| 14. | The music that died alone: Playing on...                                  | 4:45 |
| 15. | The music that died alone: Pre-history (Tangent)                          | 2:38 |
| 16. | The music that died alone: Reprise (Tangent)                              | 3:44 |